# Sébastien Bouillet
Pour les articles homonymes, voir Bouillet.
Sébastien Bouillet, né le 3 septembre 1976, est un chocolatier et un pâtissier français installé à La Croix-Rousse à Lyon. Il possède plusieurs boutiques en région lyonnaise ainsi que son laboratoire basé à Miribel. Il possède également depuis 2007 des points de vente au Japon, plus précisément à Tokyo et Osaka. Il est par ailleurs l'auteur de plusieurs ouvrages de pâtisserie.

## Biographie
En 1992 il commence son apprentissage à Lyon chez Dominique Marulier. Il ira ensuite à Val-d'Isère chez Patrick Chevallot, meilleur ouvrier de France, puis à Aix-en-Provence chez Philippe Second, lui aussi meilleur ouvrier de France, avant de terminer sa formation à Paris chez Gérard Mulot.
Il reprend en 2000 la pâtisserie fondée en 1977 par ses parents Henri et Ginette Bouillet au 15 Place de la Croix-Rousse à Lyon.
Depuis 2004 il fait partie de l'Association Relais Desserts International qui réunit les plus grands noms de la pâtisserie française, ainsi que des Toques blanches lyonnaises.
Sébastien Bouillet est considéré par Christian Millau comme l'une des « stars » de la pâtisserie française.
Il participe régulièrement au Salon du chocolat de Lyon.
Fin 2022, le laboratoire de Miribel s'agrandit pour y accueillir la chocolaterie (anciennement située à La Croix-Rousse) ainsi qu'une boutique.

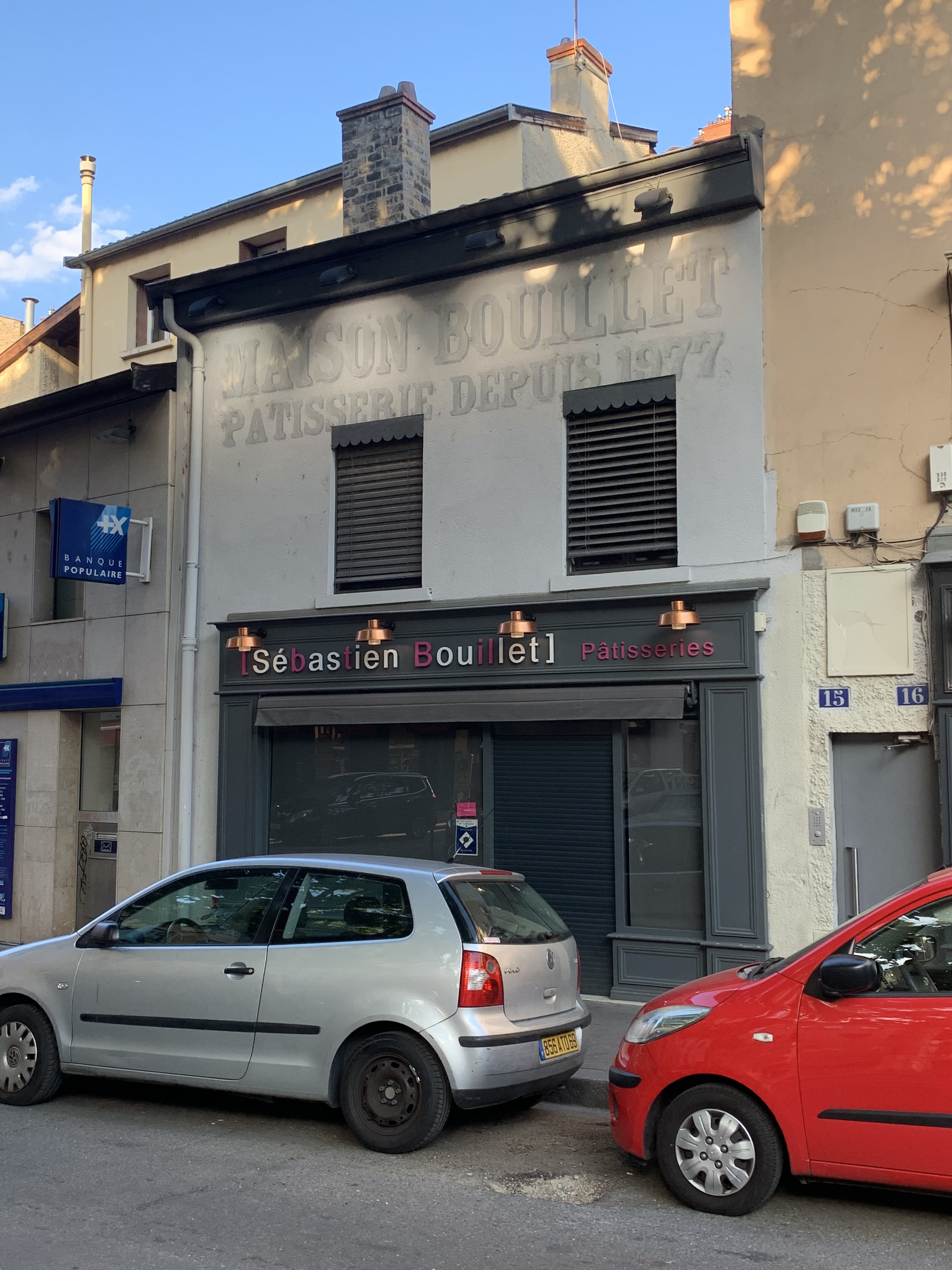
Vue de la boutique Croix-Rousse.
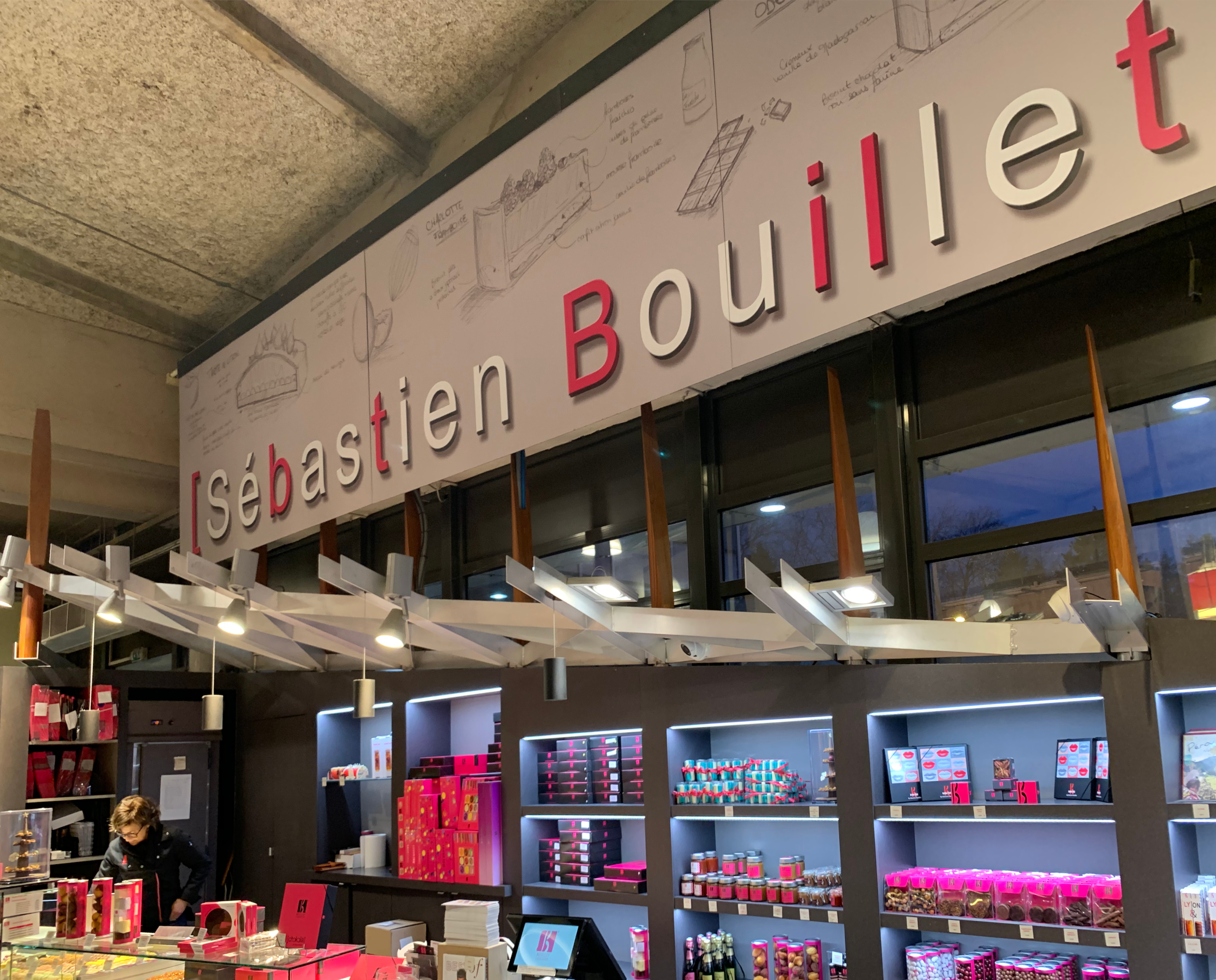
Le Corner Rillieux.
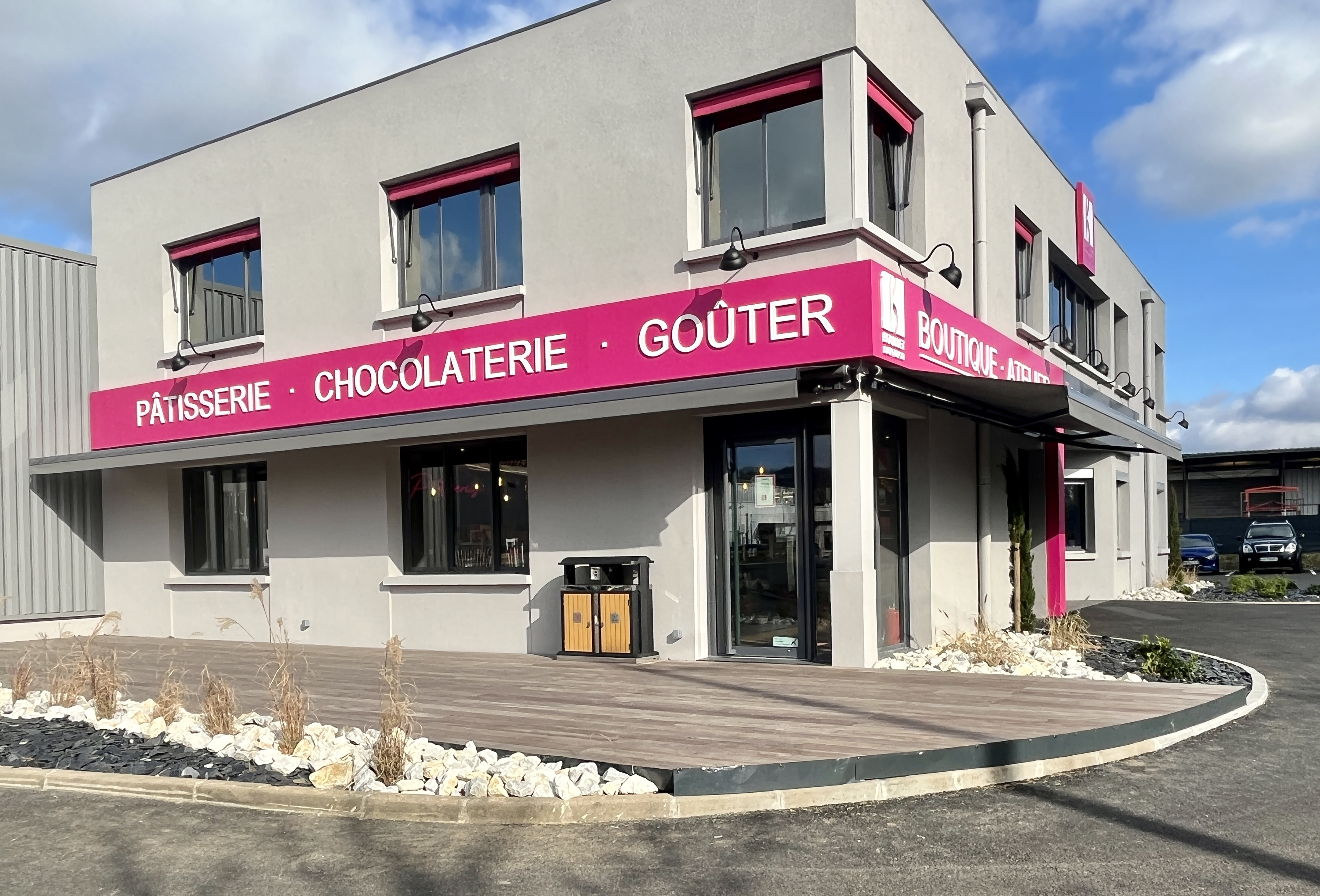
La boutique de Miribel.
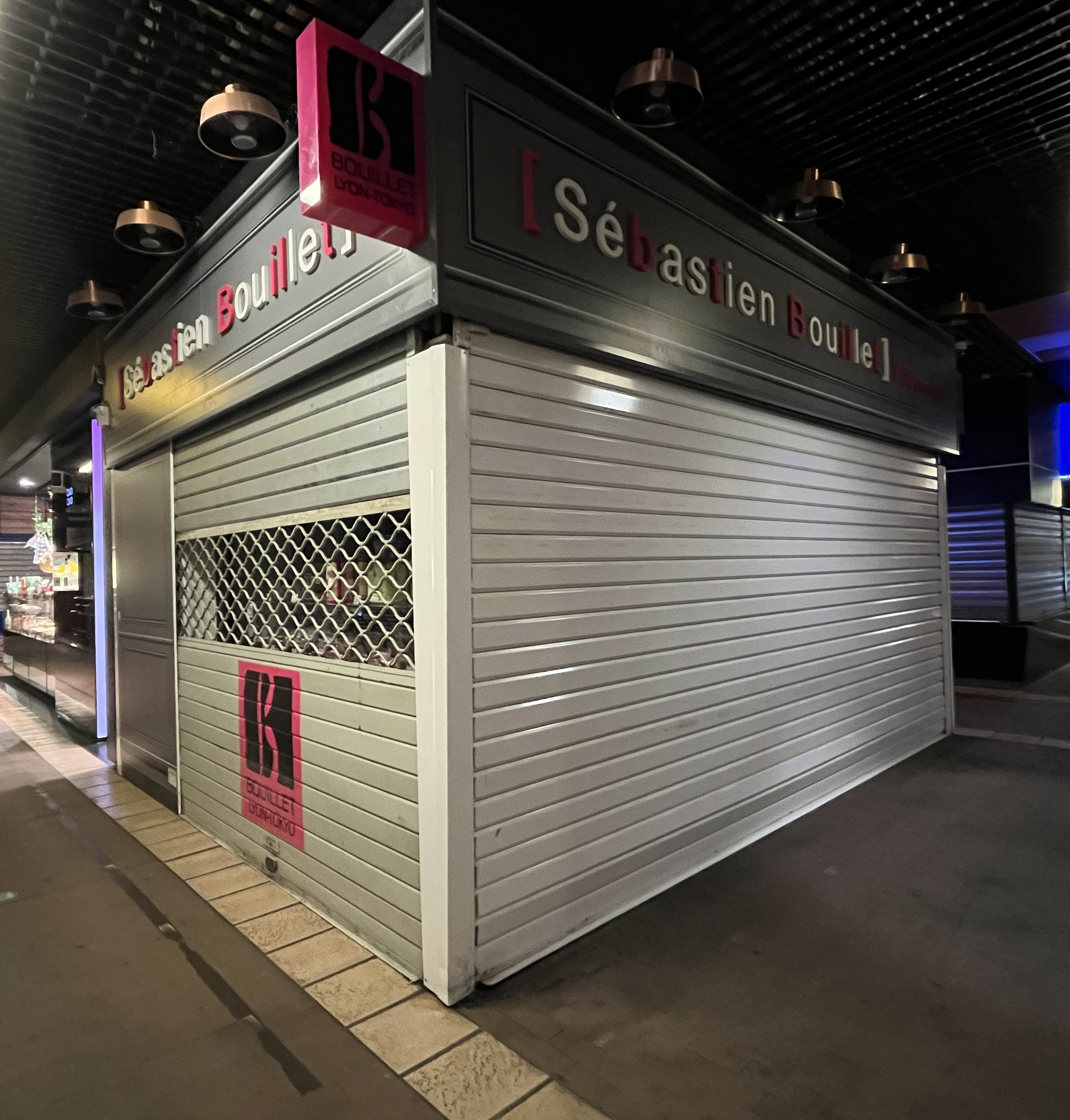
Boutique aux Halles Paul-Bocuse à Lyon.

## Création signature
- Le Maca’Lyon : macaron au caramel beurre salé enrobé d’un chocolat 70% pailleté à l'or[1].
- La Red de Lyon : tablette de chocolat revisitant la tarte aux pralines[5],[6].
- Le Chiffon Cake : biscuit moelleux d'inspiration japonaise[6].
- St Ho ! : revisite d'un Saint-honoré.
- L'Odéon : gâteau au chocolat.

## Ouvrages
- Pâtisseries : leçons de gourmandise, Mango, 2014,  (ISBN 978-2317008665)[7]
- Pâtisseries : 50 gourmandises et pâtisseries à faire chez vous, Mango, 2017,  (ISBN 978-2317016431)
- Best of Sébastien Bouillet, Ducasse, 2018,  (ISBN 978-2841239986)
- 50 Gâteaux de grands pâtissiers qu'il faut avoir goûtés une fois dans sa vie, La Martinière, 2021,  (ISBN 978-2732494470)
- Street Food des Gones, Food Factory, 2021  (ISBN 978-2958091309)